# Abe Cunningham
Abe Cunningham (Long Beach, 27 de julho de 1973) é um músico norte-americano, é conhecido por ser o baterista da banda de metal alternativo Deftones. Ele é conhecido por seu uso de Ghost Notes e outras técnicas de percussão.

## Biografia
Abe Cunningham nasceu em Long Beach, Califórnia. Quando ele era jovem, sua família mudou-se para Sacramento. Ele começou a tocar bateria no início da adolescência a tocar bateria para sua banda Phallucy no início dos anos 90. Durante este tempo, ele também tocou bateria para o Deftones do lado, quando a banda estava tendo problemas de pouso de um baterista permanente e dedicado. No momento em que começou a aprender bateria, ele também aprendeu a tocar guitarra, mas crescendo com um padrasto (Neil), que tocava bateria, ele levou uma paixão mais profunda com a bateria. Pai de Abe, Sid, também foi um músico e uma influência mais cedo para Abe antes de sua morte prematura. Suas influências incluem Stewart Copeland, Ginger Baker e Mitch Mitchell.
Cunningham é conhecido por sua frenética, ritmos batendo em canções como "Knife Party" e uso inteligente do tempo ("Mein", "Bored" e "Rocket Skates"), enquanto ao mesmo tempo, usa pouco pedal duplo dos músicos tradicionalistas do Metal. No entanto, ele usa um pedal duplo como parte de seu kit, como pode ser visto em revistas de bateria diferentes. Um revisor BBC elogiou seu estilo para a exibição de "a expressividade certeza de um músico cujas habilidades são novas e inovadoras, ainda mais do que a maioria cena metal-sticksmen".

## Discografia

### Com Deftones
- Adrenaline (1995, Maverick Records/Warner Bros. Records)
- Around the Fur (1997, Maverick Records/Warner Bros. Records)
- White Pony (2000, Maverick Records)
- Deftones (2003, Maverick Records)
- Saturday Night Wrist (2006, Maverick Records)
- Diamond Eyes (2010, Warner Bros. Records/Reprise Records)
- Eros
- Koi No Yokan (2012,Warner Bros Records)